# 周伟龙
周伟龙（1901年—1950年6月），字道三，湖南湘乡人。黄埔四期。国民革命军陆军中将。军统局元老。1948年任交通警察总局长。